# Oak Hill (Alabama)
Oak Hill é uma cidade  localizada no estado americano do Alabama, no Condado de Wilcox.

## Demografia
Segundo o censo americano de 2000, a sua população era de 37 habitantes.
Em 2006, foi estimada uma população de 37, um aumento de 0 (0.0%).

## Geografia
De acordo com o United States Census Bureau, a localidade tem uma área de 1,5 km², sem área coberta por água. Oak Hill localiza-se a aproximadamente 58 m acima do nível do mar.

## Localidades na vizinhança
O diagrama seguinte representa as localidades num raio de 48 km ao redor de Oak Hill.